# Agnoshydrus schillhammeri
Agnoshydrus schillhammeri is een keversoort uit de familie waterroofkevers (Dytiscidae). De wetenschappelijke naam van de soort is voor het eerst geldig gepubliceerd in 1999 door Wewalka.